# Sympistis leucofasciata
Sympistis leucofasciata är en fjärilsart som beskrevs av Rudolf Rangnow 1935. Sympistis leucofasciata ingår i släktet Sympistis och familjen nattflyn. Inga underarter finns listade i Catalogue of Life.